# Amedeo Avogadro
Amedeo Avogadro ili punim imenom Lorenzo Romano Amedeo Carlo Avogadro di Quaregna e di Cerreto  (Torino, 9. kolovoza 1776. - Torino, 9. srpnja 1856.), talijanski fizičar i kemičar. Bio je grof područja Quaregna i Cerreto, ali puno poznatiji kao talijanski znanstvenik, smatra se jednim od osnivača molekularne teorije, posebno zbog određivanja Avogadrovog zakona. U njegovu čast, broj osnovnih čestica plina (atoma, molekula, ioni ili ostalih čestica) koji sadrži 1 mol, naziva se Avogadrov broj i iznosi 6,02214179 × 1023 čestica. Godine 1811. otkrio je zakon (Avogadrov zakon) prema kojemu svi idealni plinovi pod jednakim tlakom, na istoj temperaturi i u jednakom obujmu (volumenu) sadrže jednak broj molekula. Po njem su nazvani Avogadrov broj i krater na Mjesecu (Avogadro (krater)).

## Životopis
Amedeo Avogadro je rođen u Torinu, u obitelji plemića iz Pijemonta, u Italiji. Završio je kanonsko pravo s 20 godina i počeo je to služiti. Ubrzo nakon toga, posvetio se fizici i matematici, da bi ih 1809. počeo predavati u mjestu Vercelli, gdje je njegova obitelj imala imanje.
1811. je objavio svoje prvo djelo, u kojem iznosi vrijednost Avogadrovog broja. Napisano je na francuskom jeziku, jer je u to vrijeme sjevernom Italijom vladao Napoleon Bonaparte. 
1820. postaje profesor fizike na Sveučilištu u Torinu. 1821. postaje aktivan u revolucionarnom pokretu protiv kralja Sardinije, budući je on vladao i Pijemontom. Zbog toga je izgubio mjesto na Sveučilištu 1823. I tek 1833. se vraća na Sveučilište, gdje predaje sljedećih 20 godina. Bavio se statistikom, meteorologijom, te mjernim sustavima. Uveo je metrički sustav u Pijemontu. 
O njegovom osobnom živoru se malo zna, jer izgleda da je bio skroman, umjeren i religiozan. Oženio se s Felicitom Mazze i imali su 6 djece.
U njegovu čast, broj osnovnih čestica plina, koji sadrži 1 mol, naziva se Avogadrov broj. Prvi ga je u stvari izračunao Johann Josef Loschmidt, pa se u njemačkog govornom području naziva Loschmidtov broj. 
Avogadrov zakon je plinski zakon, koji tvrdi da dva uzorka idealnog plina, s jednakom temperaturom, tlakom i obujmom, sadrže jednak broj molekula. Taj zakon je Avogadro razvio nakon što je Joseph Louis Gay-Lussac objavio 1809. svoj plinski zakon, kojim tvrdi da između temperature i tlaka plina postoji direktna ovisnost (Gay-Lussacov zakon). Ustvari, Avogadro je riješio najveći problem svog vremena, a to je bilo s razlikovanjem atoma i molekula. Jedan od najvažnijih zaključaka, do kojeg je došao, je da se plin sastoji od molekula, a molekule se sastoje od atoma. 
1815. je objavio novo djelo vezano za gustoću plinova. Ustvari, znanstvena zajednica nije dala veliku važnost njegovim teorijama. Čak je i Andre-Marie Ampere došao do jednakih rezultata kao Avogadro, ali isto je ostao neprimjećen. Tek nakon Avogadrove smrti, njegova teorija dobiva priznanja. Konačnu potvrdu je donio Rudolf Clausius sa svojom kinetičkom teorijom plinova. Jacobus Henricus van 't Hoff je pokazao da Avogadrova teorija vrijedi i za razrijeđene otopine. 

## Vanjske poveznice
- Hinshelwood C. N., Pauling L.: "Amedeo Avogadro", periodical=Science, 1956.
- Cavanna D.: "Centenary of the death of Amedeo Avogadro", periodical=Minerva farmaceutica, 1956.
- Crosland M. P.: "Avogadro Amedeo" ,encyclopedia = Dictionary of Scientific Biography, publisher = Charles Scribner's Sons, 1970.
- Morselli, Mario. (1984). Amedeo Avogadro, a Scientific Biography. Kluwer